# Main négative

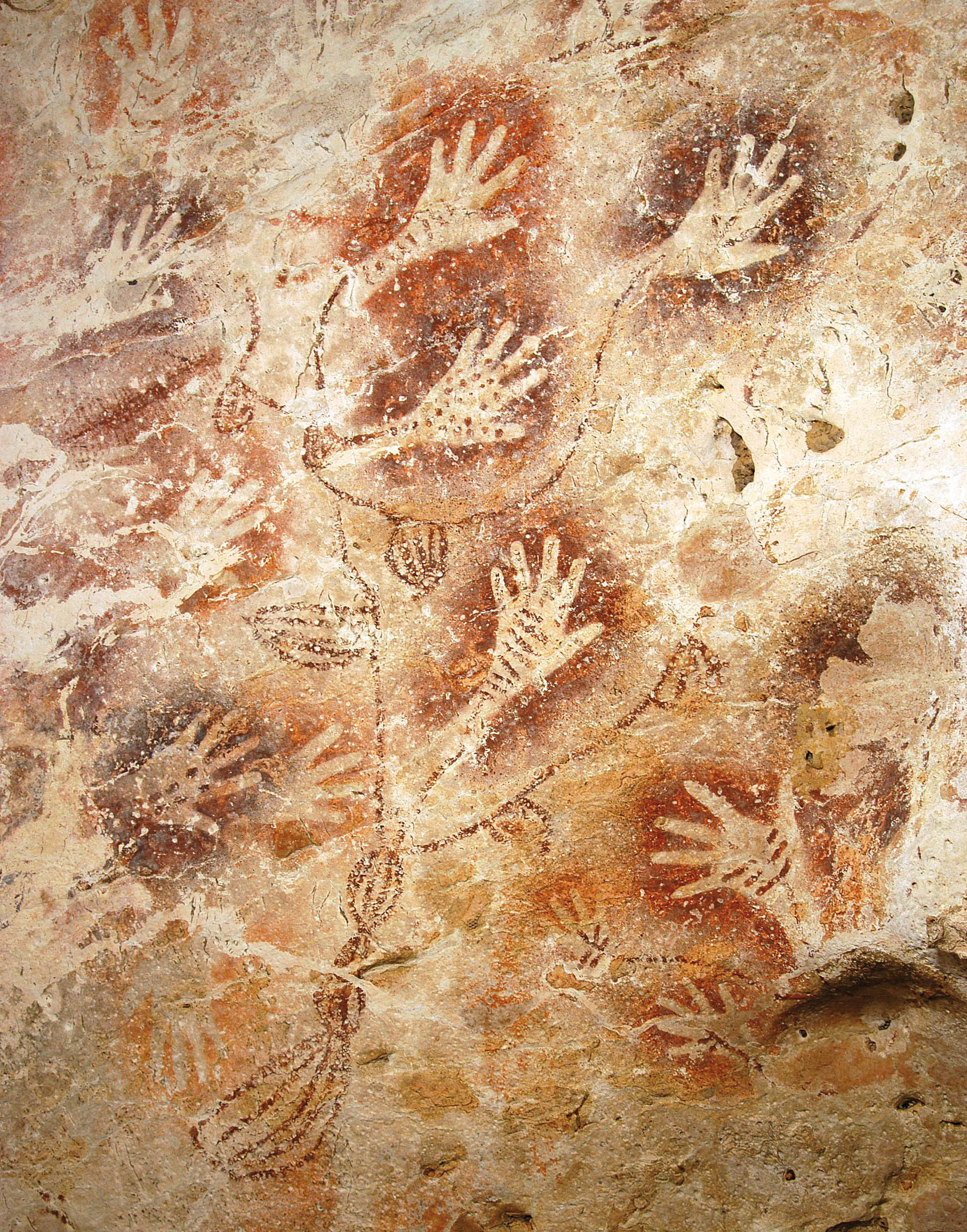
Le panneau de la grotte ornée de Gua Tewet à Bornéo, combine 12 mains gauche et une droite, reliées entre elles par une sorte d'arbre de vie figurant peut-être des parentés. L'archéologue Dean Snow, en se basant sur l'indice de Manning peu fiable, suggère que certaines sont des mains de femmes, ce qui témoigne de leur participation aux activités artistiques préhistoriques, en accord avec la réévaluation de leur rôle par l'archéologie féministe.

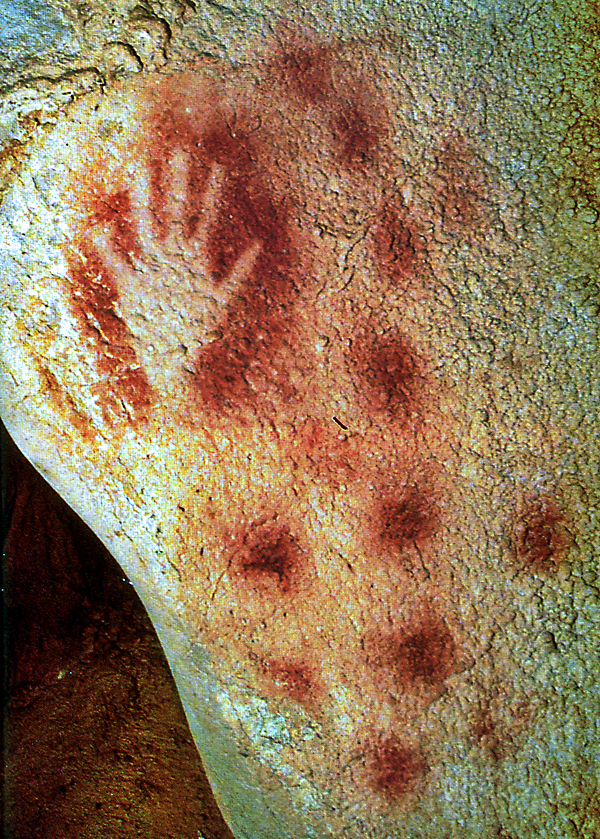
Grotte du Pech Merle, main négative et ponctuations.

La main négative est une œuvre picturale réalisée par la technique du pochoir, en appliquant un pigment autour d'une main posée, doigts écartés, sur une paroi rocheuse. Les principaux pigments employés sont l'hématite pour obtenir une teinte rouge, la limonite et la goethite pour les ocres jaunes et bruns, l'oxyde de manganèse ou le charbon de bois pour le noir, le talc pour le blanc.
L'étude des pigments (éléments continus, dissociés ou pelliculaires) a permis de montrer que plusieurs techniques différentes sont utilisées : soufflé ; tamponnage ; apposition des matières colorantes à l'aide de touffes de poils ou de fibres végétales, ancêtres du pinceau.
Ce symbole est relativement universel : caractéristique de certaines phases de l'art pariétal et rupestre du Paléolithique supérieur européen, notamment le Gravettien, on le retrouve chez de nombreux autres peuples plus récents, notamment en Amérique du Sud, en Asie du Sud-Est ou chez les aborigènes d'Australie. Ces mains peuvent être isolées, groupées, décorées (de ponctuations, de barres), reliées, visibles ou cachées. Par contre, elles sont paradoxalement rares dans l'art mobilier préhistorique. 
Les mains positives, obtenues en appliquant la main enduite de colorant sur une paroi ou en dessinant directement la main, sont également connues mais plus rares.

## Datations
D'après un article publié dans la revue Nature, des chercheurs australiens et indonésiens ont daté une série de douze mains négatives et de deux dessins découverts dans des grottes de les Célèbes (ou Sulawesi) en Indonésie. Certains de ces éléments ont environ 40 000 ans ; ils sont contemporains des plus anciennes œuvres pariétales connues au monde. La technique de datation utilisée est la datation uranium-thorium.
Les mains négatives du Paléolithique supérieur sont plus récentes et datent surtout du Gravettien.

## Théories sur la signification de ces mains
L’abbé Henri Breuil replace ces mains positives et négatives dans son schéma d’évolution de l’art paléolithique et les considère comme la première période de l'art préhistorique, existant avant toute autre manifestation picturale. Elles appartiennent selon lui au cycle aurignaco-périgordien qui commence par l’apparition de ces mains puis le dessin de « macaronis », tracés informes précédant les tracés organisés, le dessin précédant la peinture. Cette chronologie stylistique est aujourd'hui réfutée. André Leroi-Gourhan en a une approche plus complexe et nuancée, les mains n'étant pas une étape archaïque mais appartiennent au style II et III de l'art préhistorique, appartenant surtout au Gravettien et dont les thèmes varient selon les régions, notamment l'aire cantabrique. Jean Clottes y voit dans sa théorie du chamanisme pariétal des mains de chamanes semblant traverser la paroi et « pénétrer dans le monde spirituel caché derrière le voile de la pierre ». Elles peuvent s'expliquer aussi par le simple plaisir ludique de marquer son habitat par une empreinte répétitive, par un rôle esthétique selon l'historien de l'art Max Raphael (la main, souvent associée à des représentations d'animaux, réalise dans ses proportions le nombre d'or qui se retrouve dans celui des animaux), par un rituel d'initiation de jeunes gens (hypothèse remise en cause par des anthropologues et archéologues qui s'appuient sur un logiciel calculant l'indice de Manning et retrouvent dans plusieurs de ces mains l'œuvre de femmes,), etc.
Les hypothèses actuelles privilégient la fonction symbolique de ces mains : elles participeraient à des systèmes de signes, des séances d'initiation, des rituels magique, thérapeutique, religieux ou divinatoire.

## Principales grottes

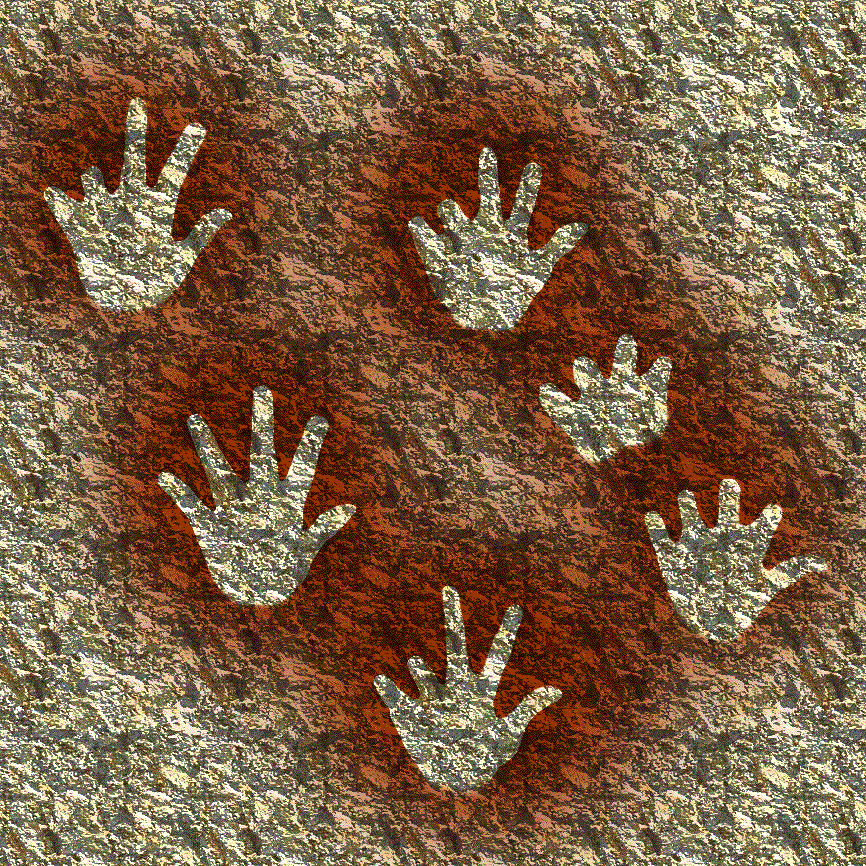
Mains négatives incomplètes dans la « grotte des mains mutilées ».

En ce qui concerne le Paléolithique supérieur européen, de nombreuses mains négatives sont connues dans les grottes de Gargas, la grotte Cosquer ou Pech Merle. À Gargas, la présence de mains négatives dont certaines phalanges sont absentes a suscité de très nombreuses hypothèses. Quelques variantes sont connues, notamment des négatifs de pouces isolés ou de doigts repliés comme à Pech Merle.
Les mains négatives se chiffrent actuellement à 829 dans la Cueva de las Manos, 230 au maximum dans celle de Gargas, 90 dans la Gua Tewet de Bornéo, 65 dans Pech Merle ou dans la grotte Cosquer. D'autres grottes remarquables dans ce domaine sont la grotte du Castillo, les grottes d'Arcy-sur-Cure, la grotte de Fontanet (présence de mains d'enfants), la grotte Chauvet, la grotte des Merveilles, la grotte des Fieux.